# 赤羊
赤羊（學名：Ovis vignei）又名烏拉爾羊，是一種中等身型的野生羊，並分類為羊亞科之一。赤羊特別之處是牠們那赤紅色的毛會於冬天褪色。雄性赤羊有著黑色的環狀領從頸部至胸部及那對很大的角。
雄性赤羊有著大角，在頭頂向外彎曲至頭後；雌性赤羊的角則較短及扁平。雄性赤羊的角可以生長至1米高。平均成年赤羊肩高為80-90厘米。
赤羊生活在俄羅斯、巴基斯坦、印度及中亞洲的山區。牠們的棲息地包含低於樹帶界線的草原斜坡。赤羊很少在山上的岩石區域出現。牠們以草為主要食糧，但如有需要亦可以吃樹葉。
赤羊的交配期於九月開始。在交配時期，雄性赤羊會由獨居轉為與4-5頭雌性赤羊居住，約於5個月後誕下1-2頭幼羊。
赤羊的保護狀態是易危的，這是由於牠們的棲息地完全適合人類居住。赤羊的數量於近幾年開始恢復。
赤羊的科學分類存在爭議。赤羊的亞種包括：
- 阿富汗赤羊（Ovis vignei cycloceros）
- 旁遮普赤羊（Ovis vignei punjabiensis）
- 拉達克赤羊（Ovis vignei vignei）